# Chiesa di San Pietro in Strada

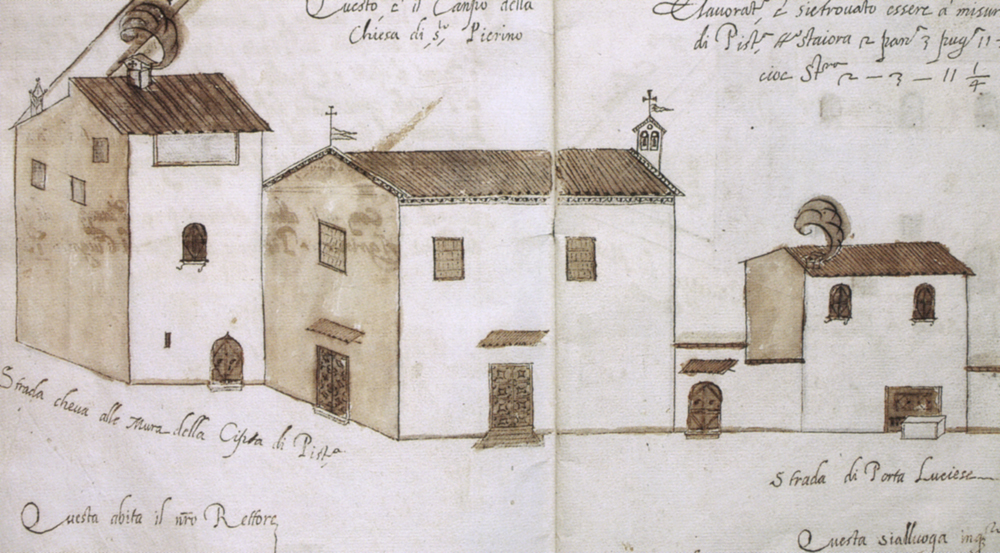
La chiesa in un disegno del 1614

La chiesa di San Pietro in Strada si trovava a Pistoia, all'inizio di via San Pierino alle Mura, che prende il nome dalla stessa chiesa.

## Storia e descrizione
L'edificio è documentato fin dall'XI secolo, lungo la via che portava a Lucca. Solo con l'ampliamneto delle mura del XIV secolo entrò nell'area urbana. Con la costruzione dei bastino nel XVI secolo, la chiesa venne a trovarsi quasi addossata al Bastione di Porta Lucchese, con la facciata nella viuzza al servizio della struttura difensiva.
La parrocchia venne soppressa dal vescovo Scipione de' Ricci nel 1784, con effetti dal luglio del 1786 quando il parroco rinunciò alla funzione. L'edificio venne venduto a privati e trasformato fino a rendere irriconoscibile la primitiva funzione.